# Alain Casanova
Alain Casanova (nacido el 18 de septiembre de 1961 en Clermont-Ferrand) es un entrenador de fútbol francés. Actualmente está libre tras dejar el Toulouse FC de la Ligue 1.

## Carrera como jugador
Como futbolista, Casanova se desempeñaba en la posición de guardameta. Debutó profesionalmente en 1983 con el Le Havre AC, donde estuvo 7 años, disputando 233 partidos. Luego pasó dos temporadas en el Olympique de Marsella, donde no llegó a jugar, pero fue suplente de su equipo en la final de la Copa de Europa, que perdió ante el Estrella Roja de Belgrado en la tanda de penaltis. En 1992 fichó por el Toulouse FC, donde se retiraría tres años más tarde.

## Carrera como entrenador
Toulouse FC
El 30 de mayo de 2008, fue nombrado entrenador del Toulouse FC, después de haber sido asistente de Élie Baup en el mismo equipo los dos años anteriores. En su primera temporada al frente del Toulouse FC (Ligue 1 2008-09), consiguió llevar al equipo a la cuarta posición, clasificándolo así para la Copa de la UEFA.
En las 5 temporadas siguientes, alcanzó la permanencia del equipo del sureste de Francia en la Ligue 1 con bastante suficiencia: 14.º con 47 puntos en la 2009-10, 8.º con 50 puntos en la 2010-11, de nuevo 8.º con 56 puntos en la 2011-12, 10.º con 51 puntos en la 2012-13 y 9.º con 49 puntos en la 2013-14. El equipo no llegó a ocupar puestos de descenso más que en este último curso, donde invirtió su tendencia anterior de comenzar muy fuerte los campeonatos. Sin embargo, la permanencia le sirvió a Casanova para renovar su contrato.
El 16 de marzo de 2015, Casanova fue destituido como técnico del Toulouse, que se encontraba como 18.º clasificado tras 29 jornadas de la Ligue 1 2014-15.
RC Lens
El 14 de junio de 2016, Casanova se convirtió en el nuevo técnico del RC Lens. El equipo francés terminó la Ligue 2 2016-17 como 4.º clasificado, a un solo punto de la promoción de ascenso.
El 20 de agosto de 2017, tras perder los 4 primeros partidos de la Ligue 2, el club aurirrojo suspendió a Casanova de sus funciones como entrenador.
Toulouse FC
El 22 de junio de 2018, el Toulouse FC confirmó oficialmente su regreso al banquillo. Comenzó su segunda etapa en la entidad tolosana logrando la permanencia al terminar 16.º en la Ligue 1. El 10 de octubre de 2019, club y técnico acordaron la rescisión del contrato que les unía. Casanova dejó al conjunto violeta en 18.ª posición de la Ligue 1, tras obtener 9 puntos en el mismo número de partidos.

## Clubes

### Como jugador
| Club                  | País    | Año       | Partidos |
| --------------------- | ------- | --------- | -------- |
| Le Havre AC           | Francia | 1983-1990 | 242      |
| Olympique de Marsella | Francia | 1990-1992 | 0        |
| Toulouse FC           | Francia | 1992-1995 | 76       |

### Como entrenador
| Club        | País    | Año       | P   | PG  | PE | PP  | % v.  |
| ----------- | ------- | --------- | --- | --- | -- | --- | ----- |
| Toulouse FC | Francia | 2008-2015 | 290 | 102 | 80 | 108 | 35.17 |
| RC Lens     | Francia | 2016-2017 | 42  | 19  | 10 | 13  | 45.24 |
| Toulouse FC | Francia | 2018-2019 | 51  | 11  | 18 | 22  | 21.57 |
| Fuente      |         |           |     |     |    |     |       |